# خالد أباد (أشنوية)
خالد أباد هي قرية في مقاطعة أشنوية، إيران. يقدر عدد سكانها بـ 119 نسمة بحسب إحصاء 2016.